# Dirk van Kettler tot Lage

Wapen Kettler Neu Assen

Dirk van Kettler tot Lage heer van Lage en Schütztorf (ca. 1549 - 9 april 1599). Hij was een zoon van Goswin II Kettler van Neu-Assen (ca 1521-1557) en Cornelia van Rennenberg (1520-1573). 
Een jaar na zijn huwelijk werd de heerlijkheid Lage door Philips II aan hem verpand. Hij trouwde met Théodora van Bronckhorst-Batenburg-Gronsveld (ca. 1553-1610). Zij was een dochter van Willem van Bronckhorst heer van Batenburg, Gronsveld, Rimburg en Alpen en Agnes van Bylandt. Hij was een zwager van Joost van Bronckhorst-Gronsveld. Uit zijn huwelijk zijn de volgende kinderen geboren:
- Willem Kettler tot Lage (1575-1627)

Wapen van Bronckhorst
Wapen van Bylandt
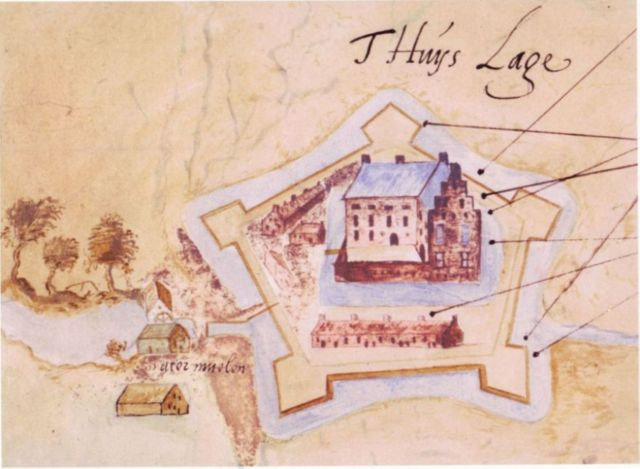
't Huys Lage (1626)
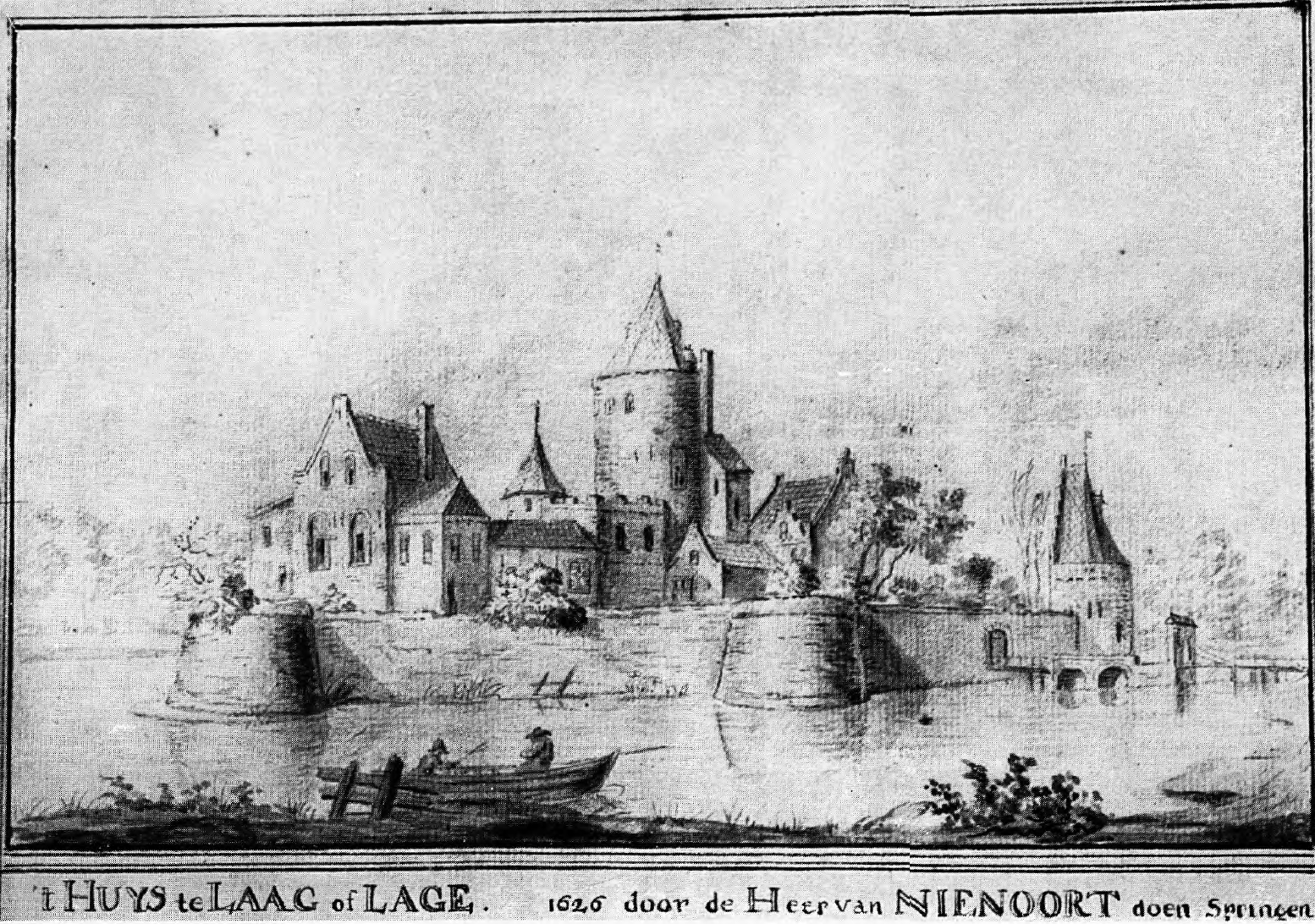
Tekening van Huis te Laag of Lage